# Турія (притока Прип'яті)
Ту́рія — річка в Україні, в межах Волинської області. Права притока Прип'яті (басейн Дніпра).

## Опис
Довжина 184 км, площа басейну 2900 км². Долина переважно трапецієподібна (ширина до 2 км), у пониззі розширюється, стає невиразною. Заплава двостороння, завширшки від 0,3—0,8 км у верхів'ї до 3—4 км біля гирла. На значному протязі заболочена. Є стариці та озера. Річище звивисте, протягом 45 км поглиблене і розширене. Ширина річища від 8—10 м до 25 м (на плесах та поглиблених ділянках). Похил річки 0,37 м/км. Басейн значною мірою заболочений, заліснений, з численними озерами та штучним водоймищем у м. Ковелі. Близько 20 % басейну меліоровано. Замерзає у грудні, скресає в кінці березня. 
Мінералізація води річки біля Ковеля в середньому становить: весняна повінь — 391 мг/дм³; літньо-осіння межень — 458 мг/дм³; зимова межень — 569 мг/дм³.

## Розташування
Річка бере початок на заболоченій улоговині, що на північних схилах Волинської височини, біля села Затурці. Тече Поліською низовиною спершу на північний захід, у середній та нижній течії — переважно на північний схід/північ. Впадає до Прип'яті на північний захід від села Щитинь. 
В межах річки є водосховище у місті Ковель. 
Екосистема нижньої течії річки охороняється у гідрологічному заказнику місцевого значення Турський.

## Населені пункти
Над Турією — смт Турійськ, м. Ковель. Протікає через: Володимирський район, Ковельський район, Камінь-Каширський район.

## Судноплавство
Річка Турія вважається судноплавною від смт Турійська до гирла.